# 어베인뮤직의 음반
이 문서는 어베인뮤직에서 발매한 음반 목록이다.

## 2010년대
- 2015년 2월 27일 후니아 - [Digital Single] 여자로 보여[1]
- 2015년 3월 6일 드라코 - [Digital Single] Father
- 2015년 3월 19일 드라코, 덕환 - [Digital Single] 아직도 겨울이야
- 2015년 3월 20일 드라마틱스 - [Digital Single] 욕이 나올 줄 알았어[2]
- 2015년 4월 3일 드라마틱스 - [Digital Single] 길[3]
- 2015년 5월 4일 드라코 - [Digital Single] 봄소녀
- 2015년 5월 15일 드라마틱스 - [Digital Single] 그래도 사랑하는게[4]
- 2015년 5월 19일 진현 - [Digital Single] 엄마의 시간
- 2015년 5월 29일 드라마틱스 - [Digital Single] 밉더라[5]
- 2015년 6월 12일 드라마틱스 - [Digital Single] You Win[6]
- 2015년 7월 10일 드라마틱스 - [Digital Single] 별로 상관없는 사람입니다[7]
- 2015년 7월 16일 후니아 - [Digital Single] 콕찌르기
- 2015년 7월 24일 드라마틱스 - 너를 참는다
- 2015년 7월 24일 드라코,홍동명 - [Digital Single] 싹
- 2015년 10월 30일 5NL - 5NL 그리고 오늘
- 2015년 12월 11일 후니아 - [Digital Single] 아홉수[8]
- 2016년 4월 10일 5NL - 마이 리틀 베이비 OST Part.3
- 2016년 4월 27일 김명훈 - [Digital Single] 항해
- 2016년 8월 26일 후니아 - [Digital Single] Come With Me[9]
- 2016년 9월 12일 덕환 - [Digital Single] Back Line
- 2016년 9월 30일 후니아 - [Digital Single] 너는 어때[10]
- 2016년 10월 27일 후니아 - Exhibition
- 2016년 11월 16일 김동균, 드라코 - [Digital Single] 祭亡兄歌
- 2016년 12월 10일 울랄라세션 - [Digital Single] 들려
- 2017년 3월 23일 덕환 - [Digital Single] 밤하늘
- 2017년 4월 22일 울랄라세션 - [Digital Single] 아름다운 한컷
- 2017년 7월 23일 Unofficialboyy - [Digital Single] I Will Give You All I Got
- 2017년 8월 6일 후니아 - [Digital Single] 얘지
- 2017년 11월 13일 뉴챔프 - [Digital Single] Training Zombie
- 2018년 1월 8일 울랄라세션 - [Digital Single] 우울해하지 말아요
- 2018년 2월 5일 울랄라세션 - 와이키키 원더랜드 OST Part.1
- 2018년 3월 2일 덕환 - [Digital Single] 안돼
- 2018년 4월 4일 울랄라세션 - 추리의 여왕 시즌 2 OST Part.6
- 2018년 4월 8일 덕환 - 미워도 사랑해 OST Part.21
- 2018년 4월 28일 Bully Da Ba$tard - Bipolar In Ma Neck
- 2018년 5월 7일 울랄라세션 - [Digital Single] 시간을 달려
- 2018년 5월 15일 뉴챔프 - [Digital Single] 샴페인
- 2018년 6월 22일 75번지 - [Digital Single] 비 내리는 날이면 신호가 바뀌고...
- 2018년 6월 29일 Zol P - [Digital Single] 매일해
- 2018년 7월 7일 Feless - [Digital Single] Celebrate
- 2018년 8월 27일 DEX - MOON
- 2018년 9월 3일 A.gunu - What Did You See?
- 2018년 9월 22일 울랄라세션 - 하나뿐인 내편 OST Part.1
- 2018년 10월 18일 75번지 - [Digital Single] I Do
- 2018년 11월 6일 드라코 - [Digital Single] 늦가을
- 2018년 11월 8일 75번지 - [Digital Single] 귀를 막아봐도
- 2018년 11월 8일 덕환 - 차달래 부인의 사랑 OST Part.3
- 2018년 12월 15일 덕환 - 커피야 부탁해 OST Part.6
- 2018년 12월 18일 드라코 - 차달래 부인의 사랑 OST Part.15
- 2019년 1월 18일 매드 클라운 - [Digital Single] No Question[11]
- 2019년 2월 8일 Unofficialboyy - Unofficalboyy
- 2019년 3월 2일 하준석 - [Digital Single] 겨울 끝[12]
- 2019년 3월 18일 Badavice - [Digital Single] Salvage
- 2019년 5월 5일 울랄라세션 - 국민 여러분! OST Part.5
- 2019년 6월 1일 매드 클라운 - 보이스 3 OST Part.4
- 2019년 6월 1일 조하 - [Digital Single] 얼레리 꼴레리
- 2019년 6월 8일 Unofficialboyy,Bully Da Ba$tard - [Digital Single] 보이스3 OST Part.5
- 2019년 6월 11일 Bully Da Ba$tard - The Teachers[13]
- 2019년 8월 24일 매드 클라운 - 쇼미더머니 8 Episode 1[14]
- 2019년 10월 30일 드라코 - 달리는 조사관 OST Part.7
- 2019년 12월 13일 조하 - [Digital Single] Magic

## 2020년 ~ 2022년
- 2020년 2월 22일 김한결 - 본 대로 말하라 OST Part.3
- 2020년 3월 13일 Unofficialboyy - Drugonline
- 2020년 4월 3일 Bully Da Ba$tard - [Digital Single] They Say[15]
- 2020년 4월 14일 ISHXRK - [Digital Single] Rap Murder
- 2020년 10월 23일 ISHXRK - [Digital Single] Unknown
- 2020년 11월 14일 드라코 - [Digital Single] My Lime
- 2021년 5월 13일 치로 - [Digital Single] All I Need
- 2022년 3월 20일 치로 - [Digital Single] Like Gravity
- 2022년 11월 10일 ISHXRK - [Digital Single] Legends Academy[16]
- 2022년 12월 19일 치로 - 기억의 시간 OST Part.1
- 2023년 3월 9일 치로 - 우리 연애 시뮬레이션 OST Part.1